# Jack Michael Martínez
Jack Michael Martínez Ramírez (Santo Domingo, 12 de octubre de 1981) es un ex baloncestista dominicano. Fue miembro del seleccionado nacional de República Dominicana. Con 2,03 metros de estatura, jugó en la posición de ala-pívot, desempeñándose también como pívot. A nivel de equipos, Martínez jugó en las ligas de República Dominicana, Venezuela, Puerto Rico, Italia, México, Francia, España, Chile y Argentina.

## Trayectoria deportiva

### Primeros años
Asistió a la escuela secundaria Artesia High School, ubicada en Lakewood, California donde jugó junto a Jason Kapono y Jon Stefansson, hasta que se descubrió que los jugadores extranjeros del equipo escolar habían sido reclutados ilegalmente por el entrenador Wayne Merino.

## Equipos
- San Lázaro, Distrito Nacional (2000)
- Universidad Complutense de Madrid (2001)
- San Lázaro, Distrito Nacional (2001)
- Provincial Llanquihue (2001-2002)
- JL Bourg Basket (2002)
- Panteras de Miranda (2002)
- San Lázaro, Distrito Nacional (2002)
- Paris Basket Racing (2003)
- Madre Vieja, San Cristóbal (2004)
- Provincial Llanquihue (2005)
- CDP, Santiago (2005)
- Atléticos de San Germán (2005)
- Roseto Sharks (2005-2006)
- Panteras del Distrito Nacional (2006)
- Scafati Basket (2006-2007)
- Teramo Basket (2007)
- Cocolos de San Pedro de Macorís (2007)
- Cocodrilos de Caracas (2008)
- Mets de Guaynabo (2008)
- Grises de Humacao (2008)
- Halcones Rojos Veracruz (2008-2009)
- Espartanos de Margarita (2009)
- Cocodrilos de Caracas (2010)
- Halcones Xalapa (2010)
- Cocolos de San Pedro de Macorís (2010)
- La Villa, La Vega (2010)
- Cocodrilos de Caracas (2011)
- Cocolos de San Pedro de Macorís (2011)
- Club San Martín de Corrientes (2011-2012)
- Cocodrilos de Caracas (2012)
- Cocolos de San Pedro de Macorís (2012)
- Guaros de Lara (2013)
- Capitanes de Arecibo (2013)
- Trotamundos Carabobo (2014)
- Leones de Santo Domingo (2014)
- Trotamundos Carabobo (2015)
- Metros de Santiago (2016)
- Caciques de Humacao (2016)

## Premios y galardones
- Líder en rebotes del Baloncesto Superior Nacional: 2005
- Líder en rebotes de la Lega Basket Serie A: 2005-2006
- Líder en rebotes de la Liga Nacional de Baloncesto Profesional de México: 2008-2009
- Líder en rebotes de la Liga Nacional de Básquet: 2011-2012
- Líder en rebotes de la Liga Nacional de Baloncesto: 2012
- Equipo Todos Estrellas de la Liga Nacional de Baloncesto: 2010 y 2012

## Selección nacional
Martínez hizo su debut en el seleccionado nacional en el año 2001. Fue nombrado MVP del torneo Centrobasket 2004 que se realizó en Santo Domingo, donde su equipo consiguió la medalla dorada tras derrotar a Puerto Rico en la final.